# Белоноги рак
Белоноги рак (Austropotamobius pallipes) је животињска врста класе ракова (Crustacea) која припада реду Decapoda.

## Распрострањење
Ареал врсте Austropotamobius pallipes обухвата већи број држава.
Врста је присутна у следећим државама: Шпанија, Италија, Уједињено Краљевство, Ирска, Португал, Босна и Херцеговина, Француска, Словенија, Хрватска и Аустрија.

## Станиште
Станиште врсте су слатководна подручја.

## Угроженост
Ова врста се сматра рањивом у погледу угрожености врсте од изумирања.